# Баргыбай уулу, Бакыт
Бакыт Баргыбай уулу (20 июня 1977, Гульча, Ошская область — 28 октября 2019) — киргизский футболист, полузащитник.

## Биография
Начал выступать на взрослом уровне в 1993 году в клубе высшей лиги Кыргызстана «Алай»/«СКА-Алай» (Гульча), где за шесть сезонов провёл около 100 матчей. После того, как команда по окончании сезона 1998 года прекратила участие в высшей лиге, футболист перешёл в ошский «Динамо-Алай», где провёл четыре сезона. В составе «Динамо-Алая» — финалист Кубка Кыргызстана 2000 года. В 2003 году, после разделения клубов «Динамо» и «Алай» выступал за «Динамо-УВД».
В 2004 году перешёл в «Жаштык-Ак-Алтын», где провёл шесть сезонов, до расформирования клуба. В составе клуба из Кара-Суу неоднократно становился бронзовым призёром чемпионата Кыргызстана (2004, 2005, 2006, 2007, 2009) и финалистом Кубка страны (2004, 2005, 2006, 2008).
В конце карьеры выступал за ошский «Алай» и был его капитаном.
Всего в высшей лиге Кыргызстана забил 64 гола.
После окончания игровой карьеры работал детским тренером в Академии футбола имени А. Момунова (Ош). По состоянию на 2018 год, тренировал команду 2004 г.р., приводил её к победам в международных турнирах.
Скончался 28 октября 2019 года на 43-м году жизни после продолжительной болезни.